# Megaceryle maxima
Il martin pescatore gigante (Megaceryle maxima (Pallas, 1769)) è un uccello della famiglia Alcedinidae, diffuso nell'Africa subsahariana.

## Biologia

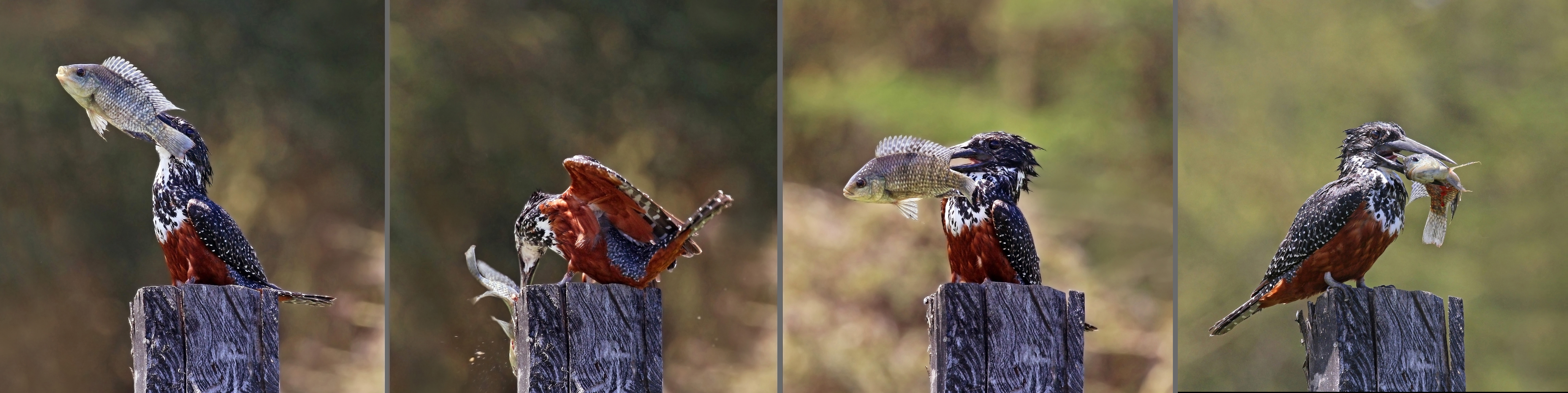
Femmina di Megaceryle maxima che preda una tilapia sulle rive del Lago Naivasha, in Kenya

## Distribuzione e habitat
La specie ha un ampio areale subsahariano essendo presente in: Angola, Benin, Botswana, Burkina Faso, Burundi, Camerun, Repubblica Centrafricana, Ciad, Repubblica del Congo, Repubblica Democratica del Congo, Costa d'Avorio, Guinea Equatoriale, Eritrea, Etiopia, Gabon, Gambia, Ghana, Guinea, Guinea-Bissau, Kenya, Lesotho, Liberia, Malawi, Mali, Mauritania, Mozambico, Namibia, Niger, Nigeria, Ruanda, Senegal, Sierra Leone, Sudafrica, Sudan, Sudan del Sud, Swaziland, Tanzania, Togo, Uganda, Zambia e Zimbabwe.
Si può osservare nelle foreste tropicali e nelle savane alberate, in prossimità dei corsi d'acqua.

## Tassonomia
Sono note due sottospecie:
- Megaceryle maxima maxima (Pallas, 1769)
- Megaceryle maxima gigantea	(Swainson, 1837)